# Juan de Argüelles
Juan de Argüelles (1659 - 23 de janeiro de 1712) foi um prelado católico romano que serviu como bispo de Arequipa (1711–1712) e bispo do Panamá (1699–1711).

## Biografia
Juan de Argüelles nasceu em Lima, no Peru, e foi ordenado sacerdote na Ordem de Santo Agostinho. A 18 de maio de 1699, foi nomeado pelo Rei da Espanha e confirmado pelo Papa Inocêncio XII como Bispo do Panamá. Em 1701, foi consagrado bispo por Pedro Díaz de Cienfuegos, bispo de Trujillo. No dia 21 de março de 1711, foi nomeado pelo Rei da Espanha e confirmado pelo Papa Clemente XI como Bispo de Arequipa. Serviu como Bispo de Arequipa até à sua morte a 23 de janeiro de 1712.
Enquanto bispo, foi o principal consagrador de Diego Morcillo Rubio de Suñón de Robledo, bispo da Nicarágua.